# Lucilia princeps
Lucilia princeps är en tvåvingeart som först beskrevs av Camillo Rondani 1848.  Lucilia princeps ingår i släktet Lucilia och familjen spyflugor. Inga underarter finns listade i Catalogue of Life.